# أبراهام بينيت
أبراهام بينيت (بالإنجليزية: Abraham Bennet)‏ (زمالة الجمعية الملكية) هو فيزيائي معمودي ولد في 20 كانون الأول/ديسمبر 1749، وتوفي في 9 أيار/مايو 1799 رجل دين وفيزيائي إنجليزي ومخترع المكشاف الكهربائي بلفيفة الذهب ومطور من مقياس المغناطيسية المحسّن. على الرغم من أنه كان استشهد من قبل اليساندرو فولتا كتأثير رئيسي على عمله الخاص، إلا أنه تم الحد من أعمال بينيت بسبب الاضطرابات السياسية في هذا الوقت.

## حياته
تم تعميد أبراهام في تاكسال، ديربيشاير، ابن لأبراهام بينيت آخر، الذي كان يعمل مدرسا، وزوجته آن ني فالوز. لا يوجد سجل يثبت أنه حضر جامعة لكنه مسجل كمعلم في مدرسة ويركسورث للنحو. تحصل على سر الكهنوت في لندن في عام 1775 وعين كخوري في تايدسويل، وبعد عام واحد أيضا في ويرسكورث، براتب سنوي يبلغ 60 جنيه استرليني.
كان لبينيت اهتمام كبير في الفلسفة الطبيعية وكان منشغلا - وإن لم يكن عضوا-بالمجتمع القمري ومجتمع ديربي الفلسفي. وكان قريبا خصوصا من ايراسموس داروين. اقترح داروين أن بينيت جعل القياسات الكهربائية كجزء من التحقيق في الكهرباء والطقس. بينيت بعد ذلك عمل جاهدا لوضع خبرته في الكهرباء، ليحقق سمعة كافية للمشاركة في اجتماع مع طبريا كافاللو، ويليام نيكلسون وفولتا في لندن في عام 1782.

## تجارب جديدة
بينيت نشر «تجارب جديدة على الكهرباء» في عام 1789. حيث وصف:
- المكشاف الكهربائي بلفيفة الذهب
- مضاعف الكهرباء، الذي تم الإعلان عنه بالفعل في ورقة مرسلة إلى الجمعية الملكية من قبل القس ريتشارد كاي عميد لينكولن في عام 1787
- نظرية الكهرباء التي توقعت نظرية الاتصال الخاصة بفولتا. حيث كانت أعمال بينيت عنصر أساسي في قيادة فولتا إلى نظرية الاتصال وتطوير العمود الفلطائي.

بينيت وصف التجارب عن طريق الإلكتروفور وتوليد الكهرباء عن طريق التبخر. بينيت مدد له تفكيره في نظريات مختلفة حول الكهرباء والطقس عن طريق تفسيرات كهربائية لكل من الشفق القطبي و الشهب. وفسر البرق كإفراج عن الشحنة الكهربائية من الغيوم، وذهب إلى طرح أن المطر كان بسبب البرق كما أن الزلازل لها أصل كهربائي.

## السياسة
من بين رعاة بينيت الآخرين كان جوزيف بانكس، جورج آدمز و إقطاعيو ويرسكموث، عائلة جيل. عائلات جيل، كاي، بانكس، آدمز ودوقات ديفونشاير، وبيدفورد كانوا جميعهم رموزا للإنشاء حيث عداوتهم للمتطرفين من مجتمعات ديربي والقمرية الفلسفية الذين ركزوا على رد الفعل البريطاني على الثورة الفرنسية. بينيت وجد أنه من الضروري على نحو متزايد الميل لأحد الجانبين، ليقوم بتوقيع عريضة عائلة جيل ضد اليعقوبية في عام 1795. أعمال بينيت العلمية انتهت في هذا التاريخ، غالبا بسبب سوء صحته ولكن أيضا ربما من عدم قدرته على حل التوترات بين المؤيدين السابقين.

## حياته الشخصية
تزوج من جين (توفيت عام 1826) و أنجبا ستة بنات وولدان. بينيت توفي بسبب «مرض شديد».

## الأوسمة التذكارية
- زميل الجمعية الملكيه (1789)
- هناك لوحة تذكارية في كنيسة سانت ماري، ويركسموث ولوحة لفنان مجهول.

## السيرة الذاتية
- النعي:
  - ديربي الزئبق, 23 مايو 1799
- Elliott, P. (1999). "Abraham Bennet F.R.S. (1749-1799): a provincial electrician in eighteenth-century England". Notes and Records of the Royal Society of London. ج. 53 ع. 1: 59–78. DOI:10.1098/rsnr.1999.0063. مؤرشف من الأصل (pdf) في 2019-12-08. Subscription required for full article. Abstract accessed 26 May 2014.
- Heilbron. J. L. (2000) [1979]. Electricity in the 17th and 18th Centuries: A Study of Early Modern Physics (ط. New). Dover Publications. ص. 450–451, 457–458. ISBN:0-486-40688-1.
- Mottelay, P. F. (2007) [1922]. A Bibliographical History of Electricity and Magnetism. Read Books. ص. 289–291. ISBN:1-4067-5476-5.
- Schaffer, S. (2004) "Bennet, Abraham (bap. 1749, d. 1799)", Oxford Dictionary of National Biography, Oxford University Press, accessed 2 September 2007 (subscription or UK public library membership required)
- Shurlock, F. W. (1925). "Abraham Bennet FRS". Science Progress: 452–464.
- Walker, W.C. (1936). "The detection and estimation of electric charges in the eighteenth century". Annals of Science. ج. 1: 66–100. DOI:10.1080/00033793600200071.